# 副鬚鼬魚科
副鬚鼬魚科為輻鰭魚綱鼬魚目的一個科。中国大陆专业文献将此科译为拟须鼬鳚科。为小型海产底层鱼类。

## 分類
副鬚鼬魚科其下僅有一屬：
- 副淵鼬鳚屬(Parabrotula)
  - 深水副淵鼬鳚(Parabrotula plagiophthalma)
  - 斜眼副淵鼬鳚(Parabrotula tanseimaru)